# Meigneux (Somme)
Meigneux é uma comuna francesa na região administrativa de Altos da França, no departamento de Somme. Estende-se por uma área de 3,97 km². Em 2010 a comuna tinha 180 habitantes (densidade: 45,3 hab./km²).